# Rhaphidura (fågelsläkte)
Rhaphidura är ett släkte med fåglar i familjen seglare: Släktet omfattar endast två arter som förekommer dels på Malackahalvön och Stora Sundaöarna, dels i Väst- och Centralafrika.
- Silvergumpseglare (R. leucopygialis)
- Vitbukig seglare (R. sabini)